# Сунама Кейта
Сунама Кейта (8 травня 1995) — японський плавець.
Учасник Олімпійських Ігор 2020 року, де в півфіналах на дистанції 200 метрів на спині посів 14-те місце і не потрапив до фіналу.